# Night's Tightrope
Night's Tightrope, conosciuto in Giappone come Shōjo (少女), è un film giapponese diretto da Yukiko Mishima, basato sull'omonimo romanzo dell'autrice Kanae Minato. La sigla "Yami ni me o Koraseba" (闇に目を凝らせば) è stata scritta ed eseguita appositamente per il film dalla rock band Glim Spanky su richiesta di Mishima.

## Trama
Yuki è una studentessa del secondo anno di liceo. Si offre volontaria in un reparto di pediatria per le sue vacanze estive, perché vuole essere testimone del momento in cui una persona muore. Ha avuto questo pensiero dopo aver provato invidia per la storia di uno studente trasferito di aver visto il cadavere di un amico.
Yuki ha un'amica di nome Atsuko. È stata vittima di bullismo in passato e ha problemi di ansia. Si offre volontaria in una casa di cura per le sue vacanze estive, sperando di farsi coraggio se vede il momento in cui una persona muore.